# Aszkia síremléke
Aszkia síremléke Maliban, Gao városában található és feltehetően I. Aszkia Muhammad, a Szongai Birodalom jelentős uralkodója nyugszik benne. A 17 méter magas vályogpiramis a nyugat-afrikai Száhel-övezet építészetének kiemelkedő példája, 2004 óta a Világörökség része. 

## Leírása
A síremlék Gao északi részén, a Niger folyó mellett található, a város nagymecsetének része. A belső és külső fallal körbevett mecset részei a következők:
- A lépcsős piramis formájú síremlék vályogtéglákból, sárvakolással épült. Magassága 17 m, alapja 15x17 m. Felszínéből ágállványzat áll ki, amely megkönnyíti a vakolás karbantartását. Keleti oldalán külső lépcsősor indul, amely felvezet a tetejére. A hagyomány szerint belső tere szobákra és folyosókra oszlik, de ezeket Aszkia halálakor befalazták. Általános megjelenése megfelel az eredetinek, de a hasonló épületekhez hasonlóan rendszeres karbantartásra, vakolásra szorul.
- A síremléktől keletre található a férfiak imahelyisége, egy 15x50 méteres, lapos tetejű épület. A sárral vakolt gerendamennyezetet 69 db négy sorba rendezett, négyszögletes, bevakolt faoszlop tartja. A helyiség egybeépült a komplexumot körbevevő belső fallal. A síremlék nyugati oldalán található a nők hasonló szerkezetű, de kisebb imaterme.
- A belső falon kívül helyezkedik el a 15. században megnyitott temető, amely egészen az 1980-as évek végéig használatban maradt.
- A belső és külső fal közötti terület keleti részén található a mintegy egy hektáros, fehér kővel burkolt nyíltszíni gyülekezőhely, ahol ünnepségek alkalmával közösen imádkoznak. A 15. század óta rendszeresen használják házasságkötések egy egyéb ünnepélyes alkalmak számára is.

A fallal körülvett teljes terület 4,25 hektárt tesz ki. A Világörökség által védett helyszínt minden oldalról egy átmeneti zóna veszi körbe, amely nyugaton elér a folyóig, a többi oldalon pedig az óváros hagyományos építésű vályogházai tartoznak hozzá. 

## Története

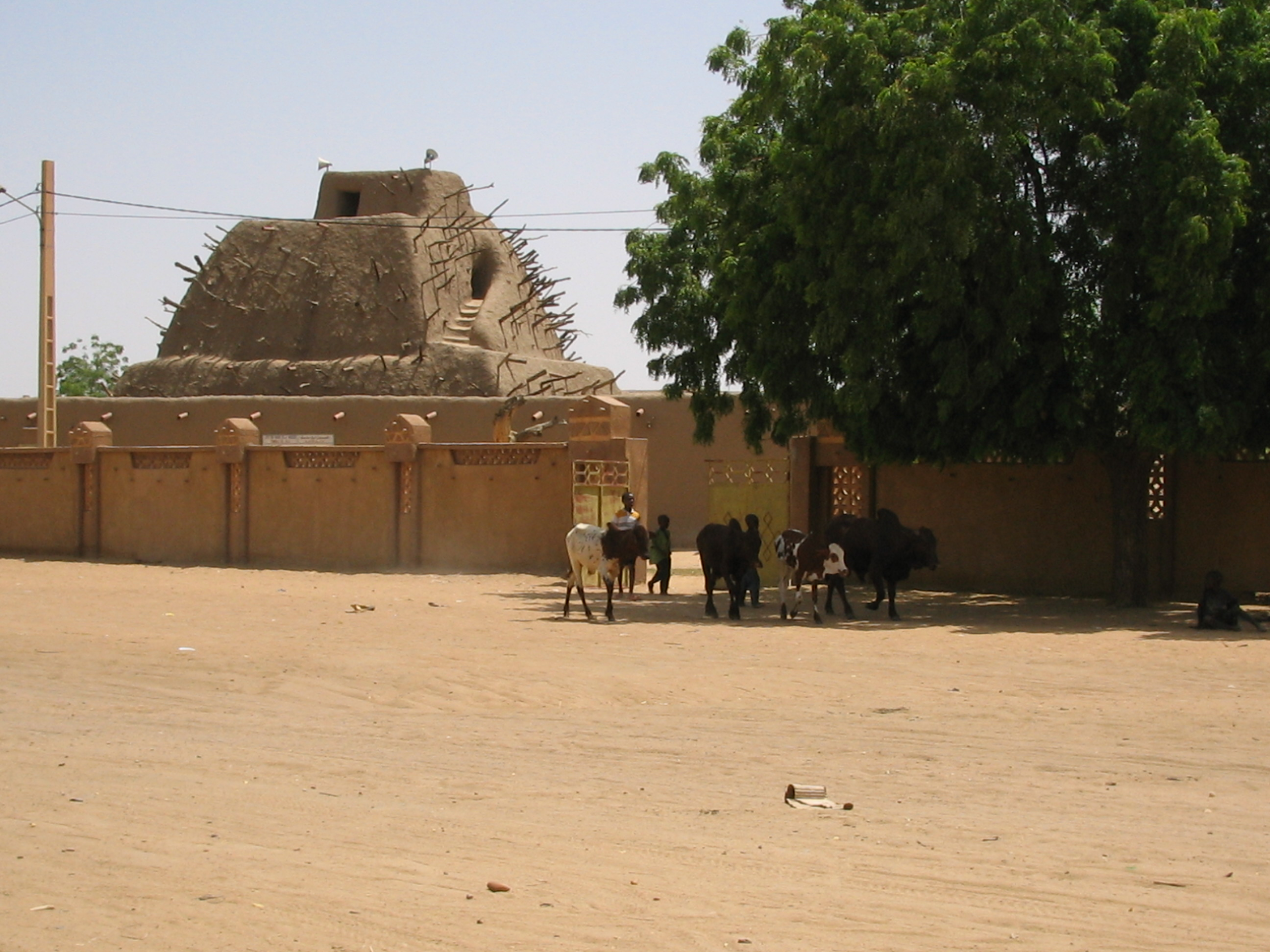

Gao a szubszaharai Afrika egyik legrégebbi városa, feltehetően a 7. század végén alapították. 1137-től a Szongai Birodalom fővárosaként funkcionált. Az állam Szonni Ali Ber uralkodása (1464-1492) alatt sikeresen terjeszkedett és uralma alá vonta a szomszédos tuareg, peul és mosszi törzseket. Szonni Ali halála után unokaöccse, Muhammed Abubakar Szilla, ismertebb nevén I. Aszkia Muhammad ragadta magához az uralmat. 
Aszkia folytatta elődje expanziós politikáját és birodalmát nyugaton az Atlanti-óceánig, délen a dzsungelekig, északon a sivatagig terjesztette ki. Gazdagságának fő forrása a só- és aranykereskedelem volt. Aszkia zarándokutat tett Mekkába és állítólag, amikor meglátta az egyiptomi piramisokat, eldöntötte, hogy magának is hasonló sírt épít. Állítólag az építkezéshez szükséges vályogot és fát is tevéken hozatta Mekkából. Könnyen lehet azonban, hogy csak a szaharai halomsírok hagyományát követte, amelyet a mzábi (Dél-Algéria) háromlépcsős mecsetek formájában építtetett.  
Az uralkodó 1529-ben halt meg, de a helyi hagyomány szerint nem a síremlékben temették el. A birodalom a 16. század végétől hanyatlásnak indult és a 19. század közepi utazók csak 3-400 házat számláltak meg Gaóban, ahol az egyetlen jelentős építmény a síremlék maradt. 
Az 1960-as és az 1970-es években hagyományos technikákkal megnagyobbították a férfiak imaházát. A külső betonfalat 1999-ben emelték, hogy megakadályozzák a mecset környékének beépítését. 